# Schloss La Rochefoucauld (Liancourt)

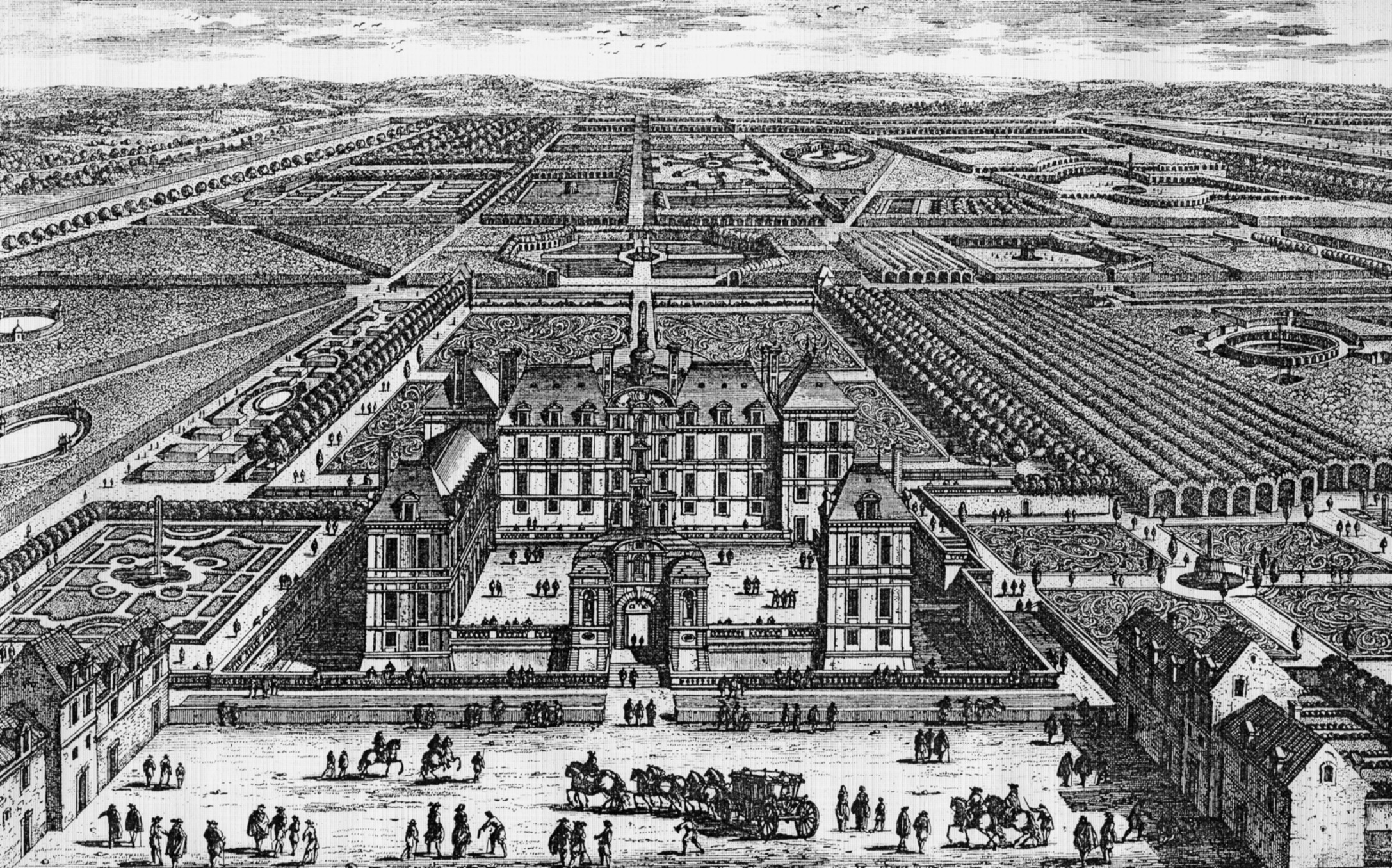
Das ehemalige Schloss Liancourt, Gesamtansicht im 18. Jahrhundert

Das Schloss Liancourt, ab dem 18. Jahrhundert Schloss La Rochefoucauld, war ein Schloss in der Gemeinde Liancourt im Département Oise in der Region Hauts-de-France in Frankreich. Es ist zu unterscheiden vom wesentlich älteren Schloss La Rochefoucauld in der Charente, dem ursprünglichen Sitz der Familie La Rochefoucauld. Heute sind nur noch die Nebengebäude des Schlosses erhalten, die seit dem 3. Dezember 1930 unter Denkmalschutz stehen.

## Geschichte

### Die ersten beiden Schlösser

#### Das Schloss Jean du Plessis‘
Die Ländereien von Liancourt lagen im Tal der Brèche, auf halbem Weg zwischen Creil und Clermont, und waren auf mehrere Lehen aufgeteilt. Vom 12. bis zum 14. Jahrhundert trugen verschiedene Herren, darunter Mitglieder der mächtigen Familie Cressonsacq, den Namen Liancourt, ohne dass man weiß, ob sie damit den Namen der Gemeinde oder eines bestimmten Landesbesitzes meinten.
Fest steht jedoch, dass Jean I. de Popincourt, Erster Präsident des Parlements von Paris, Ende des 14. Jahrhunderts bei seiner Heirat mit Claude de Cressonsacq den Titel „Sire de Liancourt“ annahm. Wahrscheinlich erhielt er bei dieser Gelegenheit das bescheidene Herrenhaus (8,40 m × 6 m), das die Cressonsacq in Liancourt erbaut hatten und von dem 1796 noch Spuren zwischen der Rue du Vieux-Château und der Rue de Compiègne (der späteren Rue de l'École des arts et métiers) zu sehen waren. Es war zweifellos auf Initiative Popincourts, der 1403 starb, dass gleichzeitig mit dem Kirchenschiff der heutigen Kirche (der Kirche Saint-Martin) das erste Schloss Liancourt erbaut wurde.
Über dieses herrschaftliche Anwesen ist nicht viel bekannt, außer seinem Standort, der derselbe ist wie der der beiden Schlösser aus dem 16. und 17. Jahrhundert, die es ersetzt haben, inmitten der sumpfigen Wiesen zwischen Brêche und Béronnelle. Eine Skizze, die angeblich nach zeitgenössischen Dokumenten angefertigt wurde, vermittelt ein wenig überzeugendes Bild davon: ein schwerfälliges Gebäude, umgeben von einem Wassergraben und umschlossen von mächtigen Mauern. Es handelt sich nicht um eine Burg, aber auch nicht um „une sorte de palais fortifié où toutes les richesses et les délicatesses de l'art cachent peu à peu les nudités des vieilles fortifications sous une décoration opulente“, - „eine Art befestigten Palast, in dem alle Reichtümer und Feinheiten der Kunst nach und nach die Nacktheit der alten Befestigungsanlagen unter einer opulenten Dekoration verbergen“, wie es Ernest Lavisse für die Schlösser des späten 14. Jahrhunderts definiert.
Im Jahr 1463 ging die Herrschaft über Liancourt durch die Heirat von Claude de Popincourt, der Urenkelin von Jean I. de Popincourt, an Jean du Plessis, Herr von Périgny, über, der Botschafter Ludwigs XI. in England und später Präsident des Parlaments war und 1494 starb. Jean du Plessis und sein Sohn lebten in Liancourt, ohne besondere Spuren zu hinterlassen. Das Wappen seines Enkels Guillaume (1491–1550) und das dessen Frau Marie de Ternay sind auf dem Taufbecken aus dem Jahr 1533 in der Kirche von Liancourt zu sehen.
Guillaume du Plessis hingegen war ein brillanter Mann. Als Botschafter Heinrichs III. in der Schweiz und später als Maître des Eaux et Forêts (Oberaufseher der Wasser- und Forstwirtschaft) der Grafschaft Clermont wurde er beauftragt, das Gewohnheitsrecht von Beauvaisis aus dem Jahr 1283 zu reformieren, das später zur Grundlage aller Rechtsvorschriften des Königreichs wurde. Sein ältester Sohn, Jean III. du Plessis, der 1544 Françoise d'Angennes, Dame de Rantigny, heiratete, wurde 1562 in der Schlacht bei Dreux getötet, als er in den protestantischen Reihen des Grand Condé stand.

#### Das Schloss der Familie Charles du Plessis’
Der älteste Sohn von Jean III., Charles du Plessis-Liancourt (1545–1620), und seine Frau verliehen Liancourt eine neue Wendung. Charles heiratete 1594 Antoinette de Pons, Marquise de Montfort et de Guercheville. Seit 1586 Witwe von Henri de Silly, Comte de La Roche-Guyon, war sie an einen sehr hohen Lebensstandard gewöhnt.
Sie fand sich mit der Strenge des alten Schlosses der Popincourt ab, wollte jedoch Umbauten und Erweiterungen vornehmen lassen, denen ihr Ehemann umso mehr zustimmte, als er selbst bereits 1590 mit einer Renovierung begonnen hatte. Er hatte die königlichen Paläste kennengelernt und ein respektables Vermögen angehäuft.
Der Protestant war ein Freund Heinrichs IV. und soll zu dessen Versöhnung mit seinem Schwager Heinrich III. beigetragen haben. Dafür wurde er mit dem Amt des premier escuyer des escuries du Roy (erster Knappe der königlichen Stallungen) belohnt- und er begleitete die königliche Kutsche, in der Heinrich IV. am 14. Mai 1610 ermordet wurde. Anschließend war er Gouverneur von Metz und dann von Paris (1616), eine glänzende Karriere, die gut zu der beträchtlichen Entwicklung passt, die das Schloss im ersten Viertel des 17. Jahrhunderts erfahren hat.
Charles war kein Sektierer, und die katholische Kirche widersetzte sich ihm nicht, als er ab 1578 er die Kirche von Liancourt renovieren ließ, deren Apsis und Querschiff umgebaut und um zwei Kapellen erweitert wurden. In einer dieser beiden Kapellen, der nördlichen, wurden er im Oktober 1620 und seine Frau 1632 beigesetzt. Sie ruhten dort unter einem Denkmal mit zwei Nischen, in denen zwei lebensgroße Statuen aus weißem Marmor standen, die sie kniend und betend darstellten. 1854 wurden diese Statuen in die Südkapelle umgesetzt, die über ähnliche Nischen verfügte, aber weniger feucht war. Ihr Blick, der bis dahin auf den Altar im Blick hatte, richtete sich nun auf die Kirchentür.
Es ist nicht bekannt, welcher Architekt mit den Umbauten beauftragt wurde, die Charles du Plessis und seine Frau 1610 an ihrem Anwesen vornehmen ließen. Laut Catherine Grodecki, Konservatorin im Zentralarchiv der Archives nationales, die sich auf „Pariser Notariatsdokumente“ bezieht, wurden bei dem Umbau Pläne des Architekten Baptiste Androuet du Cerceau († 1602) herangezogen, was plausibel erscheint, da dessen Bruder Jacques II. Androuet du Cerceau und Neffe Salomon de Brosse, die wie Charles du Plessis Protestanten waren, nur wenige Kilometer entfernt wohnten und am Bau des Schlosses von Verneuil beteiligt waren, das Ähnlichkeiten mit dem Schloss von Liancourt aufweist.
Es ist erwiesen, dass das Schloss Jean de Popincourts in die neuen Gebäude integriert wurde. Es gibt aber keine Pläne oder Darstellungen des Schlosses, das Charles du Plessis nach seinem Tod hinterlassen hat – um sich ein Bild davon zu machen, muss man sich auf den Bericht stützen, den der junge Denis Godefroy im August 1637 seinem Vater Théodore Godefroy, dem Historiographen des Königs, während einer Frankreichreise am Ende seines Studiums vorgelegt hat.
Im Jahr 1637 hatte Roger du Plessis, Sohn und Erbe von Charles, noch keine größeren Arbeiten durchgeführt: Man kann also davon ausgehen, dass das Gebäude so erhalten blieb, wie es nach den 1610 begonnenen Bauarbeiten war. Denis Godefroy beschreibt ein Hauptgebäude (wahrscheinlich vom Schloss Popincourt übernommen), das „von zwei weiteren quadratischen Pavillons gleicher Bauart und Höhe gestützt wird“ und eine Seite eines quadratischen Hofes bildet, dessen „zwei gewölbte Galerien in Form von Arkaden“ zwei weitere Seiten bilden, während die vierte Seite teilweise vom „prächtigen Gebäude der Zugbrücke“ eingenommen wird. Das Ganze war von einem Wehrgraben, der unter der Zugbrücke trocken war, umgeben. „Unmittelbar über dem Torbogen befindet sich eine Kapelle in Form eines kleinen Pavillons“. „Zwei weitere Pavillons sind etwas tiefer an den beiden Enden dieser Mauerfront eingebettet“

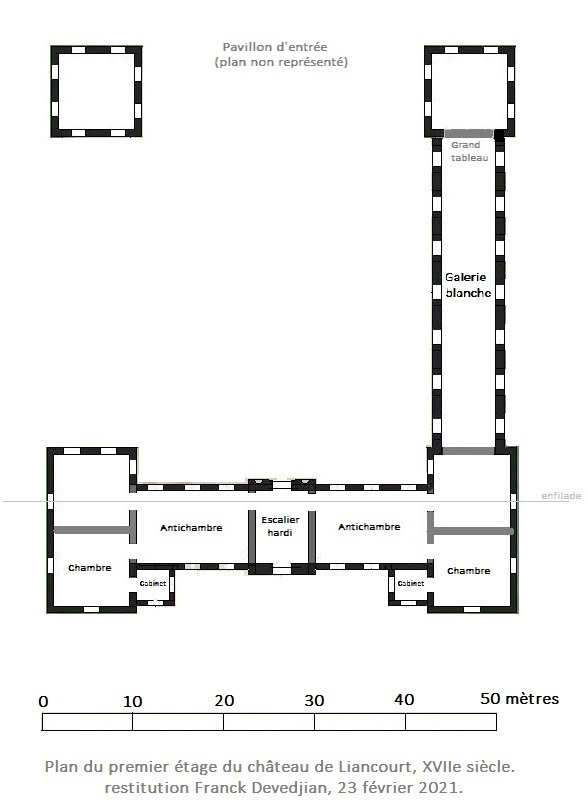
Rekonstruktion des Grundrisses des ersten Stockwerks des Schlosses von Liancourt, 17. Jahrhundert

Godefroy gibt auch wertvolle Hinweise auf die innere Aufteilung und Einrichtung der Räumlichkeiten: eine Treppe in der Mitte des zentralen Wohnbereichs, das Erdgeschoss mit den Dienstbotenzimmern und den beiden Küchen (mit fließendem Wasser ausgestattet); im ersten Stock die Wohnung des Hausherrn und weitere Räumlichkeiten für „die von ihm aufgenommenen und beherbergten hohen Gäste“. Zu diesen Räumen gehörten „die Zimmer des Königs und der Königin, reich mit Azurblau und Gold verziert, prächtig ausgestattet mit herrlichen Betten und exquisiten Wandteppichen“. „Ein großer, getäfelter und sowohl an der Decke als auch an den Fenstern bemalter Saal“, dessen Wände „mit sehr kostbaren und antiken Wandteppichen bedeckt sind ... dient nur dazu, die Gäste zu empfangen, die ... sich dort im Billardspiel üben können“. Die anderen Gemächer sind mit Porträts und Gemälden von Schlössern und Landschaften geschmückt, mit Ausnahme eines „geräumigen Kabinetts“, in dem man „die dreizehn Gemälde aus der Geschichte Moses' betrachten kann, begleitet von den Emblemen (Mottos), die sie berühmt gemacht haben“.
Godefroy präzisiert schließlich, dass die große Galerie im Nordosten weiß getüncht und mit Holzvertäfelungen versehen ist und „ein einziges großes Gemälde fast die gesamte Wand am Ende bedeckt“, das den Kampf darstellt, der 1402 zwischen sieben Rittern des Herzogs von Orléans, dem Bruder von König Karl VI., und sieben Rittern des Herzogs von York, dem Enkel von Eduard III. von England. Die Franzosen gingen als Sieger hervor. An ihrer Spitze stand der Großvater von Antoinette de Pons, der Ehefrau von Charles du Plessis.
Der Park, den Denis Godefroy bewunderte, unterschied sich von dem, der zum Zeitpunkt des Todes von Charles du Plessis existierte. Jeanne de Schomberg, die von ihrer Schwiegermutter in die Kunst der Gartengestaltung eingeführt worden war, begann nach deren Tod im Jahr 1632 mit der Gestaltung von Blumenbeeten, die sie sich selbst ausgedacht hatte.
Die Beschreibungen des jungen Reisenden liefern somit Informationen, die denen ähneln, die in den Schriften und Stichen zu finden sind, die ab 1650 erschienen, als Liancourt-les-belles-Eaux seine große Zeit hatte.

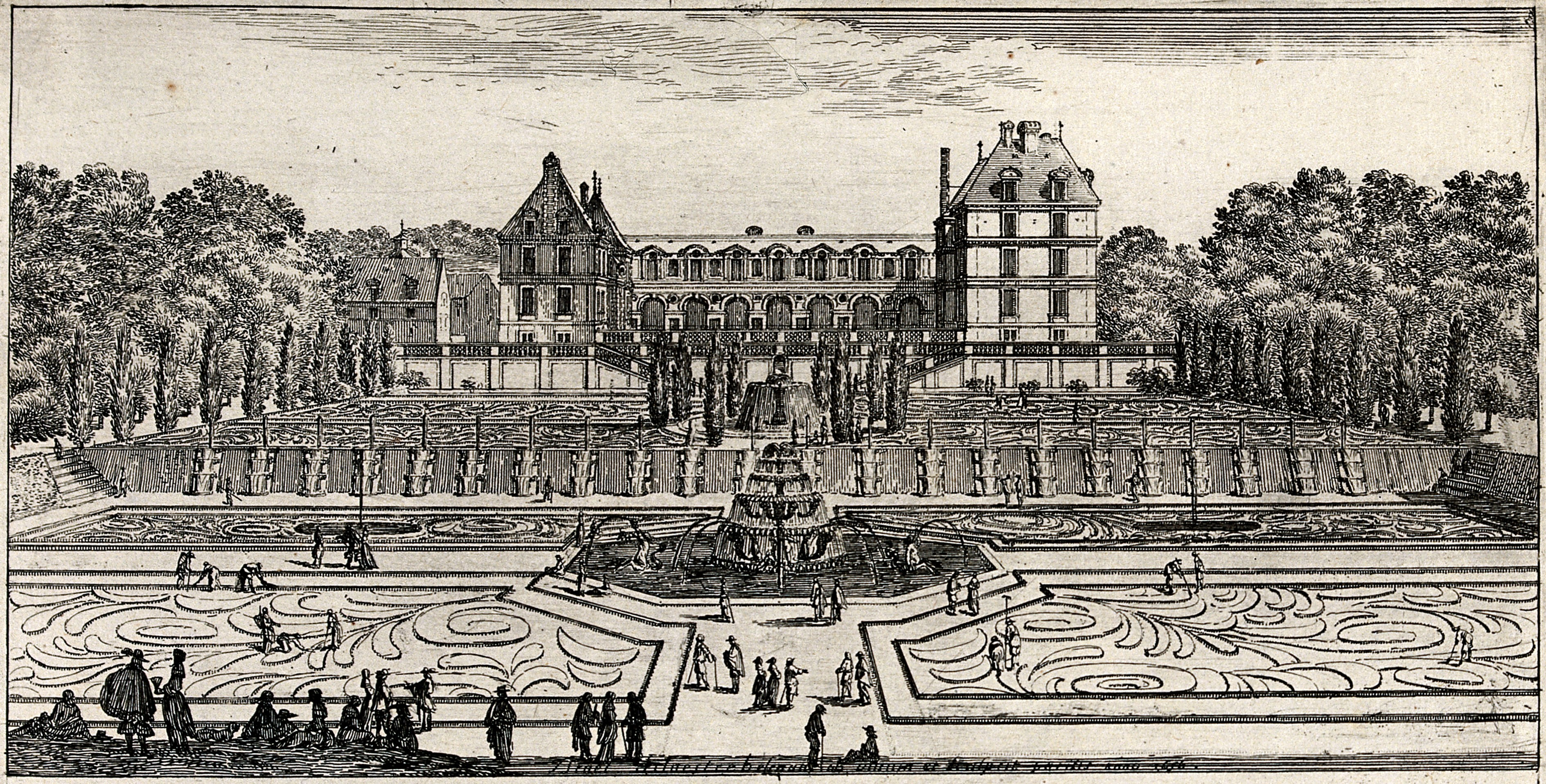
Die großen Kaskaden von Liancourt, 17. Jahrhundert, Radierung von Israël Silvestre

### Liancourt-les-Belles-Eaux

#### Anderthalb Jahrhunderte Glanz
Gabrielle du Plessis-Liancourt, Tochter von Charles du Plessis und Antoinette de Pons, heiratete 1611 François V. de La Rochefoucauld, 1. Herzog von La Rochefoucauld. Ihr Bruder Roger du Plessis heiratete 1620 Jeanne de Schomberg, mit der er ab 1640 das Schloss von Liancourt wiederaufbauen ließ. 1645 gründeten sie das Hospiz und Waisenhaus von Liancourt. 1675 riefen sie die Foire Saint-Martin in Liancourt ins Leben.

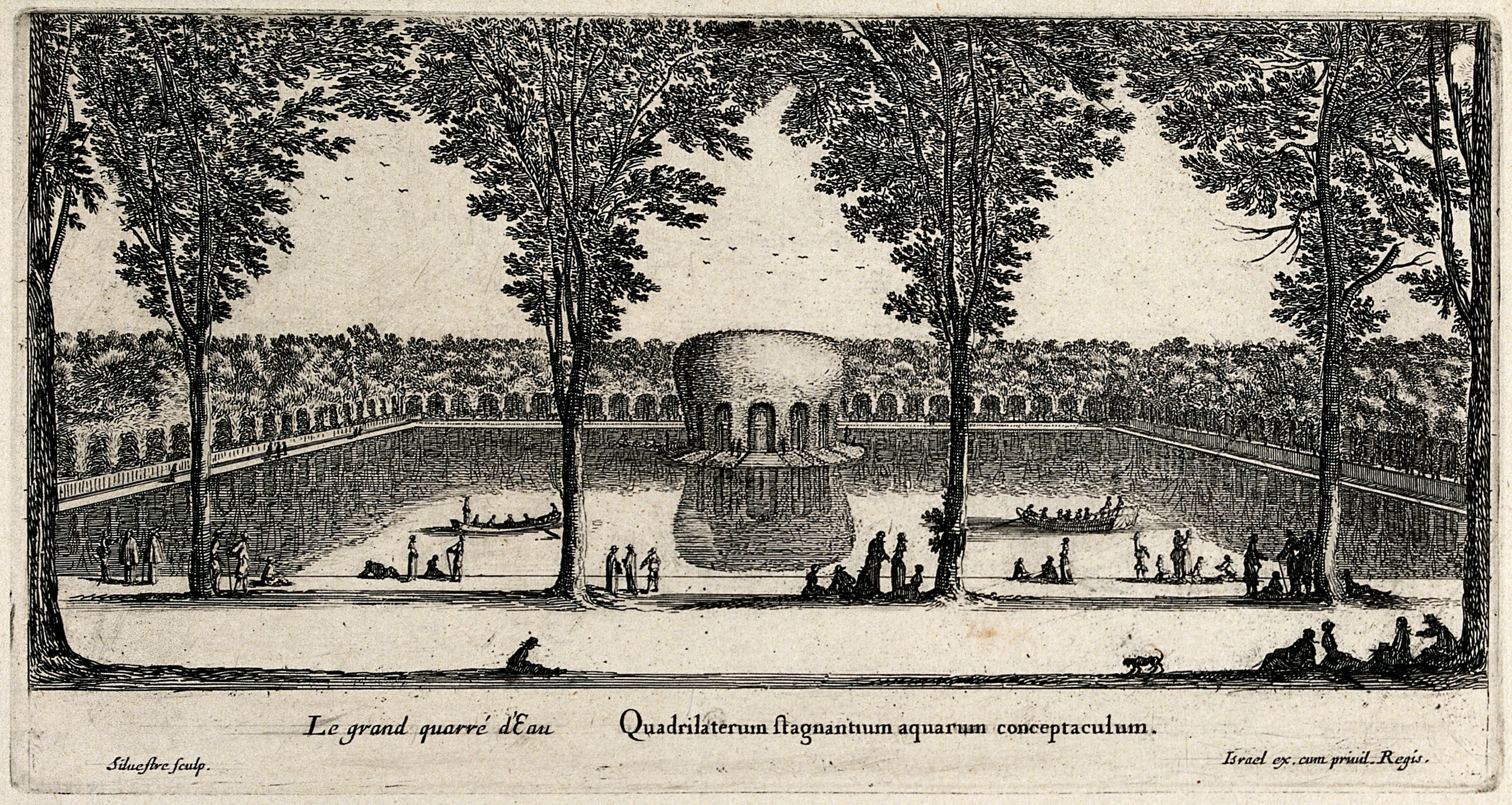
Der große Wasserspiegel, 17. Jahrhundert, Radierung von Israël Silvestre

1625 erbte Roger du Plessis, Premier Gentilhomme de la Chambre du Roi, Oberst des Picardie-Regiments, später Vogt und Gouverneur von Clermont, die Grafschaft La Roche-Guyon, die 1645 zum Herzogtum erhoben wurde. Er und seine Frau empfingen Ludwig XIV. mehrmals in Liancourt.
Beide starben 1674 und hatten nur einen Sohn, Henri-Roger du Plessis, der 1646 bei der Belagerung von Fort Mardyck getötet worden war. Dieser hinterließ aus seiner Ehe mit Anne Elisabeth de Lannoy (die später Charles de Lorraine, 3. Duc d’Elbeuf, heiratete) eine Tochter, Jeanne Charlotte Elisabeth du Plessis, die 1659 in Liancourt ihren Cousin François VII. de La Rochefoucauld, 3. Herzog von La Rochefoucauld, heiratete.
Jeanne Charlotte Elisabeth du Plessis starb 1669, noch vor ihrem Großvater. Dieser verstarb 1674 und wurde in Liancourt von seinem Urenkel François VIII. de La Rochefoucauld, 4. Herzog von La Rochefoucauld (1663–1728), und anschließend von dessen Sohn Alexandre de La Rochefoucauld, 5. Herzog von La Rochefoucauld (1690–1762), beerbt. Seine Tochter Marie de La Rochefoucauld (1718–1789) heiratete 1736 ihren Cousin François Louis Armand de La Rochefoucauld, Marquis de Maignelay, Herzog von Estissac. Beide hatten einen Sohn und Nachfolger in Liancourt, François XII. de La Rochefoucauld, 7. Herzog von La Rochefoucauld (1747–1827).
Dieser wurde zum Abgeordneten des Adels der Balliage Clermont en Beauvaisis in die Generalstände von 1789 gewählt, musste jedoch im August 1792 emigrieren, und kehrte 1800 nach Liancourt zurück.
Im Laufe des 18. Jahrhunderts wurden das Becken (vier Meter Durchmesser) und der Sockel eines monumentalen Brunnens aus Carrara-Marmor, der aus dem Ehrenhof des Schlosses Gaillon stammte (1509 aus Italien geschickt) und sich aufgrund seines schlechten Zustands auf Befehl des Erzbischofs von Rouen, Nicolas de Saulx-Tavannes (1690–1759), demontiert. Der letzte in Gaillon residierende Erzbischof war Kardinal Dominique de La Rochefoucauld (1712–1800). Schließlich wurden diese Elemente in das gleichnamige Schloss in der Charente gebracht, wo sie noch heute die südliche Esplanade schmücken.
Das Aussehen des Anwesens am Ende des 18. Jahrhunderts ist durch die Beschreibung von Dezallier d'Argenville bekannt.

### Nach der Revolution
Wegen der Emigration von François XII. de La Rochefoucauld wurde das Anwesen Liancourt beschlagnahmt, das Schloss als Gefängnis und später als Schule genutzt und dann dem Verfall überlassen, ebenso wie der Park, insbesondere die Bassins.
Bei seiner Rückkehr fand François XII. ein verkleinertes Anwesen und ein baufälliges Schloss vor, von dem er einen Teil abreißen ließ, sodass nur der Nordflügel erhalten blieb. Er ließ sich in den Nebengebäuden nieder, die jüngeren Datums und besser erhalten waren.
Nach seinem Tod im Jahr 1827 ging das Anwesen an seinen dritten Sohn, Frédéric Gaétan de La Rochefoucauld-Liancourt (1779–1863), über, der es 1862 an seinen Neffen François XIV. de La Rochefoucauld, 9. Herzog von La Rochefoucauld (1794–1874), verkaufte. Dessen Nachfolger in Liancourt war sein Sohn François XV. de La Rochefoucauld, 10. Herzog von La Rochefoucauld (1818–1879), dann dessen Sohn François XVI. de La Rochefoucauld, 11. Herzog von La Rochefoucauld (1853–1925). Letzterer verkaufte 1919 das Anwesen Liancourt, das damit aus dem Familienbesitz ging, an Georges Floquet, der im Jahr 1924 den noch erhaltenen Flügel des Schlosses aus dem 17. Jahrhundert abreißen ließ.

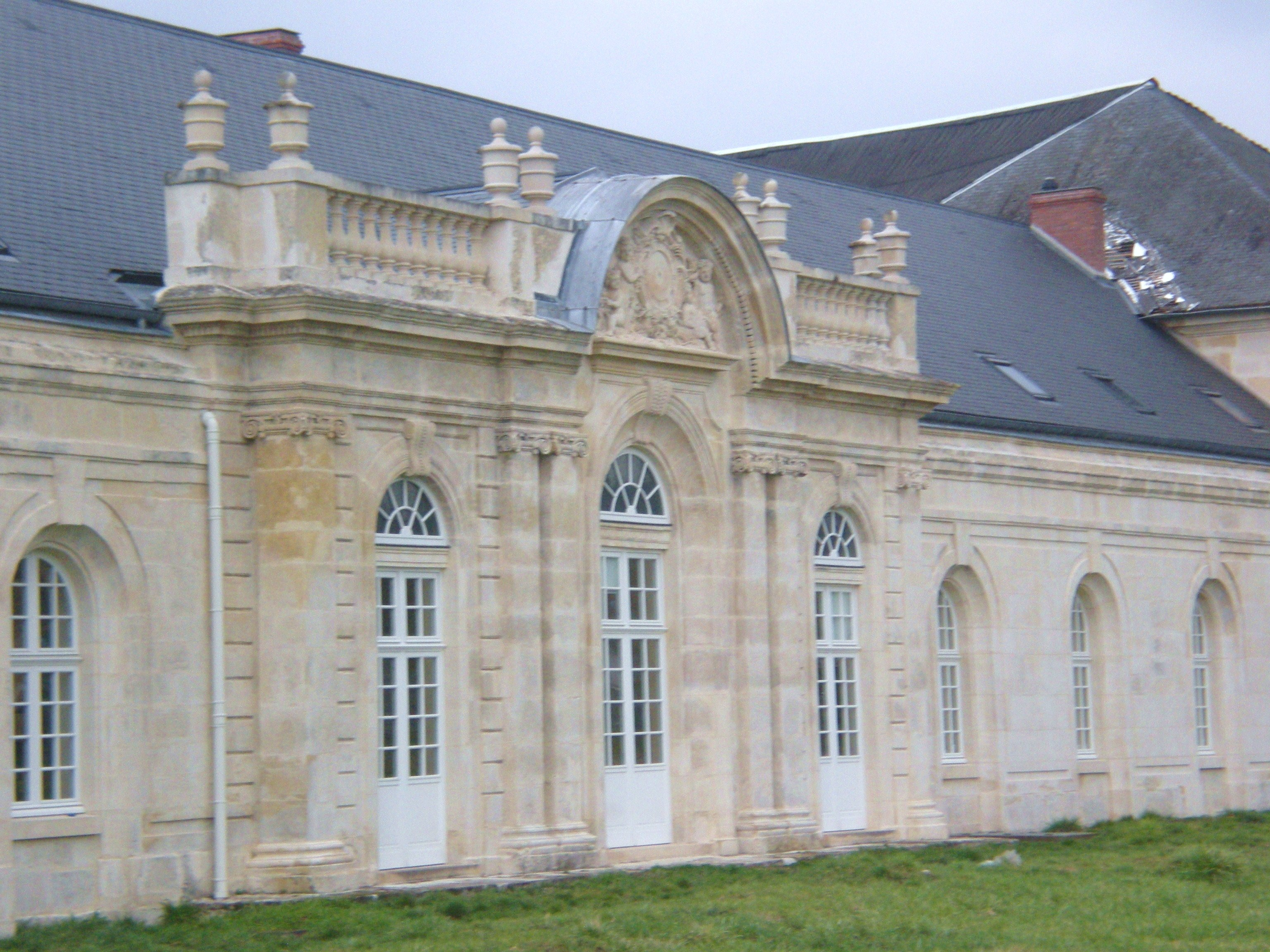
Die Südfassade der Nebengebäude, seit 1930 im Verzeichnis der historischen Denkmäler eingetragen

### Die Nebengebäude
Chronologie:
- Um 1640: Errichtung des Vorhofs, dessen Fläche deutlich größer war als die des Schlosses selbst. Hier befanden sich die Unterkünfte des Stallpersonals und die Stallungen.
- Um 1754: Die Nebengebäude wurden anstelle des Vorhofs errichtet. Die Nebengebäude wurden im Stil der damaligen Zeit erbaut, mit einer zentralen Rotunde, gewölbten Galerien, einer Außenportikus und einer Uhr an der Südfassade. Sie beherbergten die „Molkerei“, die vollständig mit grauem Marmor verkleidet und mit fließendem Wasser ausgestattet war.
- Ende 1799: Der nach England ins Exil gegangene Herzog von La Rochefoucauld kehrt auf das Anwesen von Liancourt zurück. Er bewohnt in den Nebengebäuden ein Zimmer, in dem sein Bett und seine Bibliothek Platz finden.
- 1901: Der Herzog von La Rochefoucauld vermietet die Nebengebäude an die École de l'Île-de-France, eine private Sekundarschule, an der nach englischem Vorbild unterrichtet wird.
- 1914: Da Liancourt im Kriegsgebiet liegt, zieht die École de l'Île-de-France nach Blonville-sur-Mer (Calvados) um. Eine Militärschule für Fernmeldetechnik requiriert die Nebengebäude.
- 1919: Das Anwesen der Familie La Rochefoucauld in Liancourt, einschließlich der Nebengebäude, wird an den britischen Traktorenhersteller Austin Motor Company verkauft; nur das Nebengebäude bleibt erhalten.
- 1922: Georges Floquet, der Eigentümer der Nebengebäude geworden ist, richtet dort eine Schuhfabrik ein.
- 1923: Der große Innenhof der Nebengebäude wird überdacht, eine Mauer, die den Blick auf das Hauptgebäude versperrt, wird zwischen den beiden Pavillons errichtet.
- 1930: Die Südfassade der Nebengebäude wird in das Zusatzverzeichnis der historischen Denkmäler aufgenommen.
- 1965–1970: Die Fabrik Avon Cosmetics lässt sich in den Nebengebäuden nieder.
- 1979: Michel Cauffetier vermietet einen Teil der Räumlichkeiten an die Gemeinde Liancourt und die Direction Départementale des Affaires Sanitaires et Sociales weiter. Die Gemeinde Liancourt richtet dort eine Bibliothek, Räume für Vereine und einen Festsaal ein, die Direction Départementale des Affaires Sanitaires et Sociales und das Centre Médico-Social;
- 18. Dezember 1989: Ein Brand zerstört den mittleren Teil des Gebäudes;
- 28. Juni 1991: Anlässlich des geplanten Verkaufs durch die Kosser-Gruppe, die zu dieser Zeit Eigentümerin der Nebengebäude war, beschließt der Gemeinderat, sein Vorkaufsrecht auszuüben und es an Oise Habitat zu übertragen. Diese Maßnahme zielt darauf ab, das Gebäude, das letzte historische Überbleibsel der glorreichen Vergangenheit von Liancourt, zu erhalten.
- 15. Dezember 1994: Oise Habitat wird nach einem dreijährigen Rechtsstreit, in dessen Verlauf das Gebäude durch mutwillige Beschädigungen und Plünderungen stark in Mitleidenschaft gezogen wurde, Eigentümer der Nebengebäude. Es werden Schutzmaßnahmen ergriffen.
- 2003: Die Gemeinde Liancourt reißt den überdachten Teil des Hofes und die Umfassungsmauer zwischen den beiden Pavillons ab, wodurch die Bevölkerung die Architektur des Gebäudes entdecken kann. Oise Habitat saniert die beiden Eckpavillons.
- 2004: Die Vermietung der zwölf sanierten Wohnungen im November ist ein erster Schritt zur Restaurierung des Gebäudes.

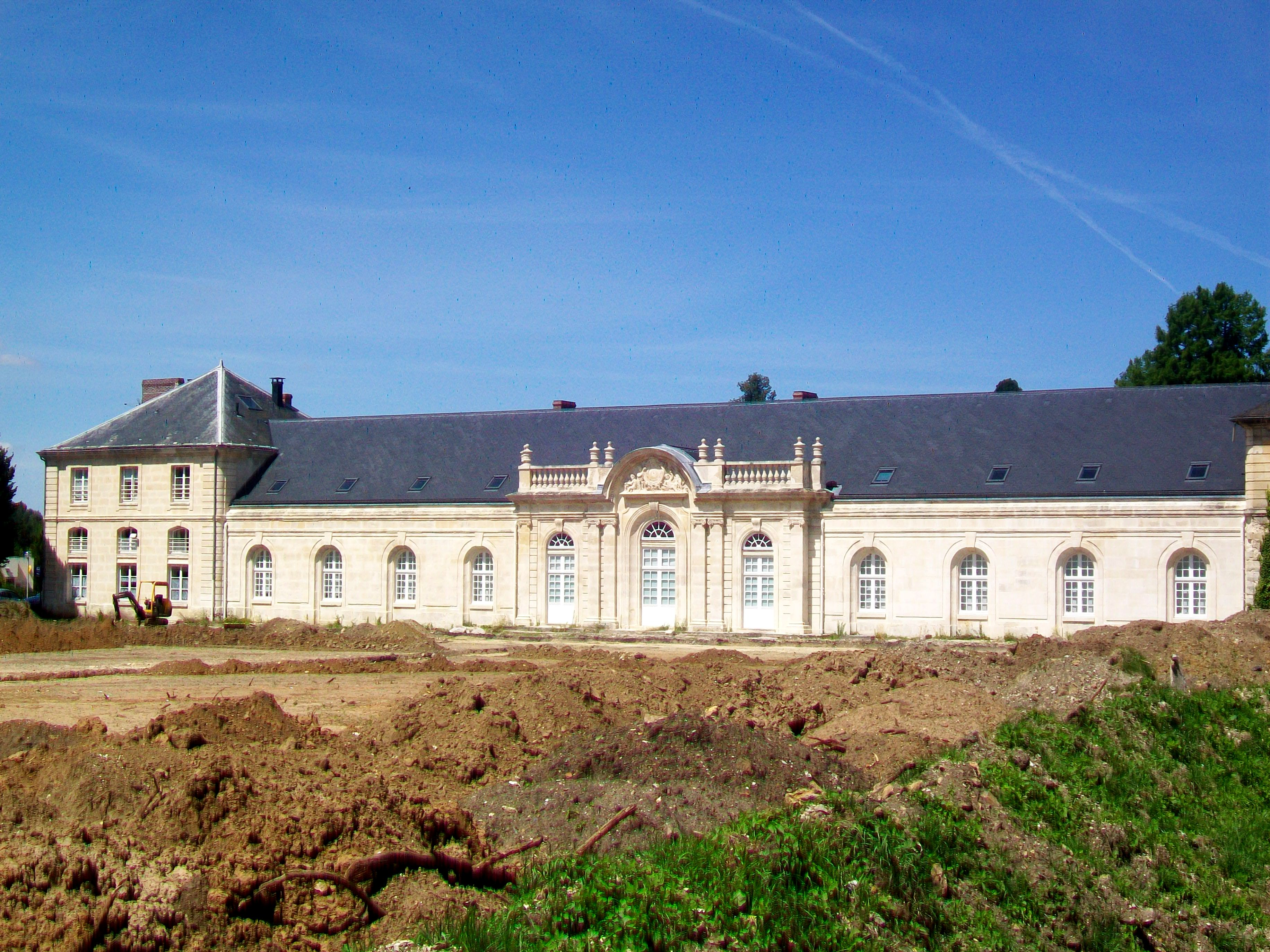
Die präventiven Ausgrabungen im Juli 2012

- 2005: Im September verabschiedet der Gemeinderat den Vorentwurf für die Realisierung der Mediathek Lucien Charton im Südflügel der Nebengebäude.
- März 2010: Einweihung und Eröffnung der Mediathek Lucien Charton für die Öffentlichkeit;[28]
- Juli 2012: Auf einem Grundstück in der Nähe der Nebengebäude werden Ausgrabungen durchgeführt: Dabei werden Überreste von Becken und Brunnen aus dem 17. Jahrhundert freigelegt.[29]